# العجايزة
العجايزة إحدى قرى مركز قويسنا التابع لمحافظة المنوفية في جمهورية مصر العربية.

## السكان
بلغ عدد سكان العجايزة ومنشأة عبد الرحمن سالم 4,798 نسمة، حسب الإحصاء الرسمي لعام 2006.